# 9853 l'Epee
9853 l'Epee eller 1991 AN2 är en asteroid i huvudbältet som upptäcktes den 7 januari 1991 av den australiensiske astronomen Robert H. McNaught vid Siding Spring-observatoriet. Den är uppkallad efter den franske pedagogen Charles-Michel de L'Épée.
Asteroiden har en diameter på ungefär 12 kilometer.